# 東京オアシス
『東京オアシス』（とうきょうオアシス）は、2011年10月22日に公開された日本映画。
『かもめ食堂』『めがね』などの映画を手がけてきたスタッフにより製作された。小林聡美演じる女優を中心に、東京に生きる人々の小さな出会いを描いた物語である。

## 概要
キャッチコピーは「見つめてみよう。きっと誰かがみえてくる。」
『かもめ食堂』、『めがね』、『プール』、『マザーウォーター』に続く、「人と場所との関係をシンプルに見つめてきた」プロジェクトの映画シリーズの作品。
ヤスコを演じる黒木華は、本作が映画デビュー作となった。

## ストーリー
「かもめ食堂」「めがね」の小林聡美主演によるアンソロジードラマ。
東京とその街に暮らす人々を静かに見つめるスローライフ・ムービー。小林聡美扮する主人公が行く先々で出会う男女とのひとときの交流を、オムニバス風の構成で描き出していく。
東京を舞台に、女優トウコの小さな逃避行と人々とのほのかな交流を描く。撮影現場から逃げ出した女優トウコは、コンビニで出会った見ず知らずの男ナガノの車に乗せてもらう。ある映画館では、以前一緒に仕事をしたことのあるキクチに声をかけられ、人気のない動物園では、浪人生活が続き落ち込んでいるヤスコに思わず声をかける。

## キャスト
- トウコ - 小林聡美： この物語の中心人物。女優。
- ナガノ - 加瀬亮： 深夜、ワンボックスカーでレタスを運ぶ男。
- ヤスコ - 黒木華： 美術大学を目指している浪人生。
- キクチ - 原田知世： 映画館の従業員。元脚本家。
- ヨシダ - 森岡龍： 映画館のもぎりの青年。
- 大島依提亜： 動物園の飼育係。
- 光石研： 動物園のバイトの面接担当者。
- 市川実日子： パーキングエリアの食堂の店員。
- もたいまさこ： 映画館の客。

## 製作・エピソード
2011年4月22日に製作が発表され、同年5月26日にクランクイン。6月7日まで約2週間で撮影された。撮影は目黒シネマ、千葉市動物公園など、東京近郊で行われたが、3月11日に発生した東日本大震災の影響のため、ロケ地や撮影スケジュールなどに変更が生じた。
10月3日に広島市、4日に福岡市、11日に札幌市、12日に仙台市でそれぞれ舞台挨拶つきの特別先行上映会が行われた。12月1日に韓国で公開され、ソウル特別市内6か所の劇場で小林聡美、もたいまさこ、市川実日子による舞台挨拶が行われた。

## スタッフ
- 監督：松本佳奈、中村佳代
- エグゼクティブ・プロデューサー：大島満
- 企画：高野いちこ
- プロデューサー：小室秀一、前川えんま、木幡久美
- ライン・プロデューサー：関友彦
- 脚本：白木朋子、松本佳奈、中村佳代
- 撮影：大橋仁
- 美術：松下祐三子
- 照明：大竹均
- 音楽：大貫妙子
- 音楽プロデューサー：石井和之
- 主題歌：大貫妙子「東京オアシス」
- 録音：古谷正志
- 編集：普嶋信一
- 衣裳・スタイリスト：堀越絹衣
- ヘアメイク：北一騎、渡辺千尋
- スクリプター：天池芳美
- フードスタイリスト：飯島奈美